# Markowo (rejon głębocki)
Markowo (biał. Маркава; ros. Марково) – wieś na Białorusi, w obwodzie witebskim, w rejonie głębockim, w sielsowiecie Plissa.

## Historia
W czasach zaborów wieś rządowa w gminie Plissa, w powiecie dzisieńskim, w guberni wileńskiej Imperium Rosyjskiego.
W latach 1921–1945 wieś leżała w Polsce, w województwie wileńskim, w powiecie dziśnieńskim w gminie Plisa.
Według Powszechnego Spisu Ludności z 1921 roku zamieszkiwały tu 88 osób, 81 była wyznania rzymskokatolickiego a 7 prawosławnego. Jednocześnie 73 mieszkańców zadeklarowało polską a 15 białoruską przynależność narodową. Było tu 16 budynków mieszkalnych. W 1931 w 21 domach zamieszkiwało 115 osób.
Wierni należeli do parafii rzymskokatolickiej w Zadorożu i prawosławnej w Plissie. Miejscowość podlegała pod Sąd Grodzki w Głębokiem i Okręgowy w Wilnie; właściwy urząd pocztowy mieścił się w Plissie.
W wyniku napaści ZSRR na Polskę we wrześniu 1939 miejscowość znalazła się pod okupacją sowiecką. 2 listopada została włączona do Białoruskiej SRR. Od czerwca 1941 roku pod okupacją niemiecką. W 1944 miejscowość została ponownie zajęta przez wojska sowieckie i włączona do Białoruskiej SRR.
Od 1991 w składzie niepodległej Białorusi.